# Viburnum farreri
Der Duft-Schneeball (Viburnum farreri) ist eine Pflanzenart aus der Gattung Schneeball (Viburnum) innerhalb der Familie Moschuskrautgewächse (Adoxaceae).

## Beschreibung

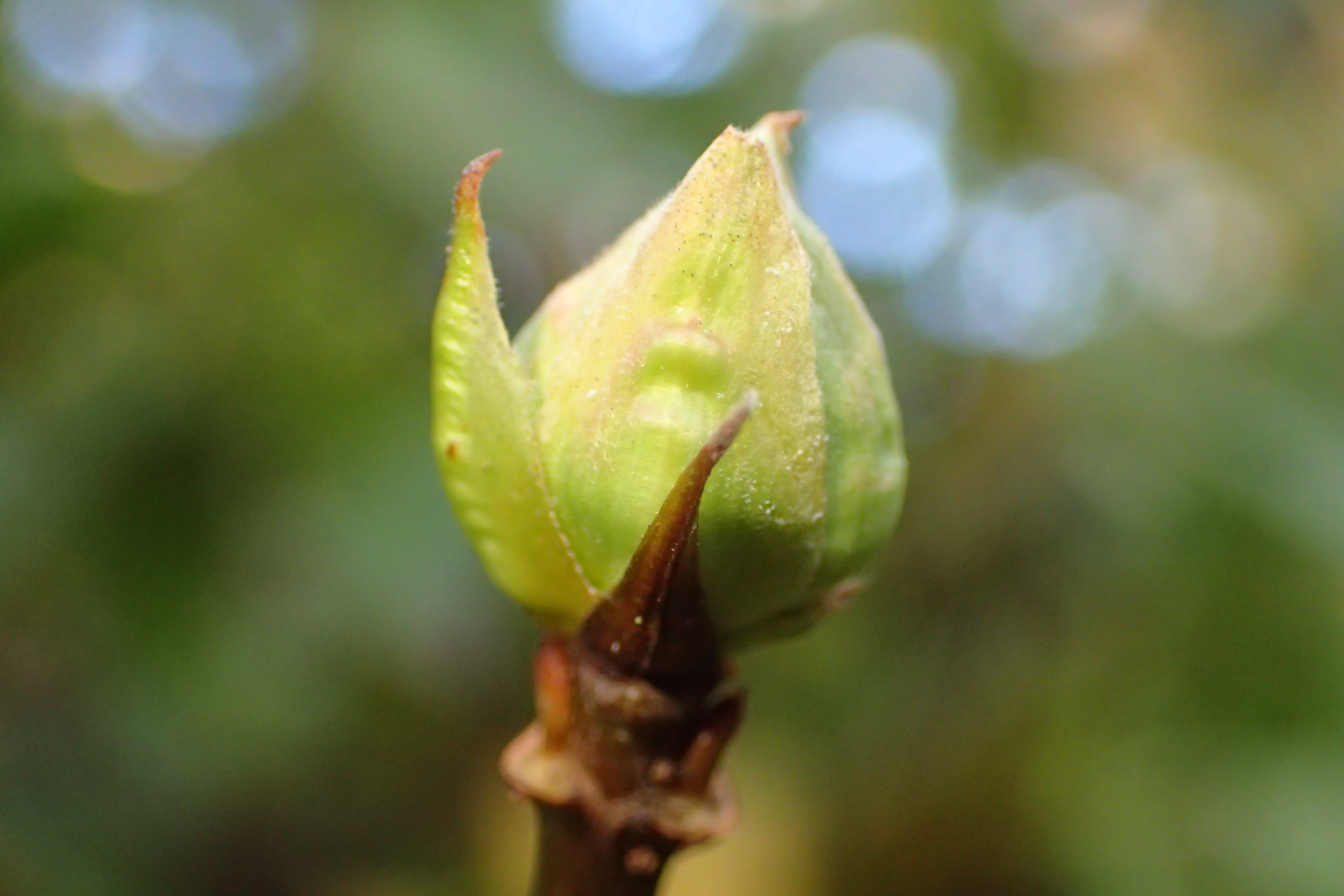
Winterknospe

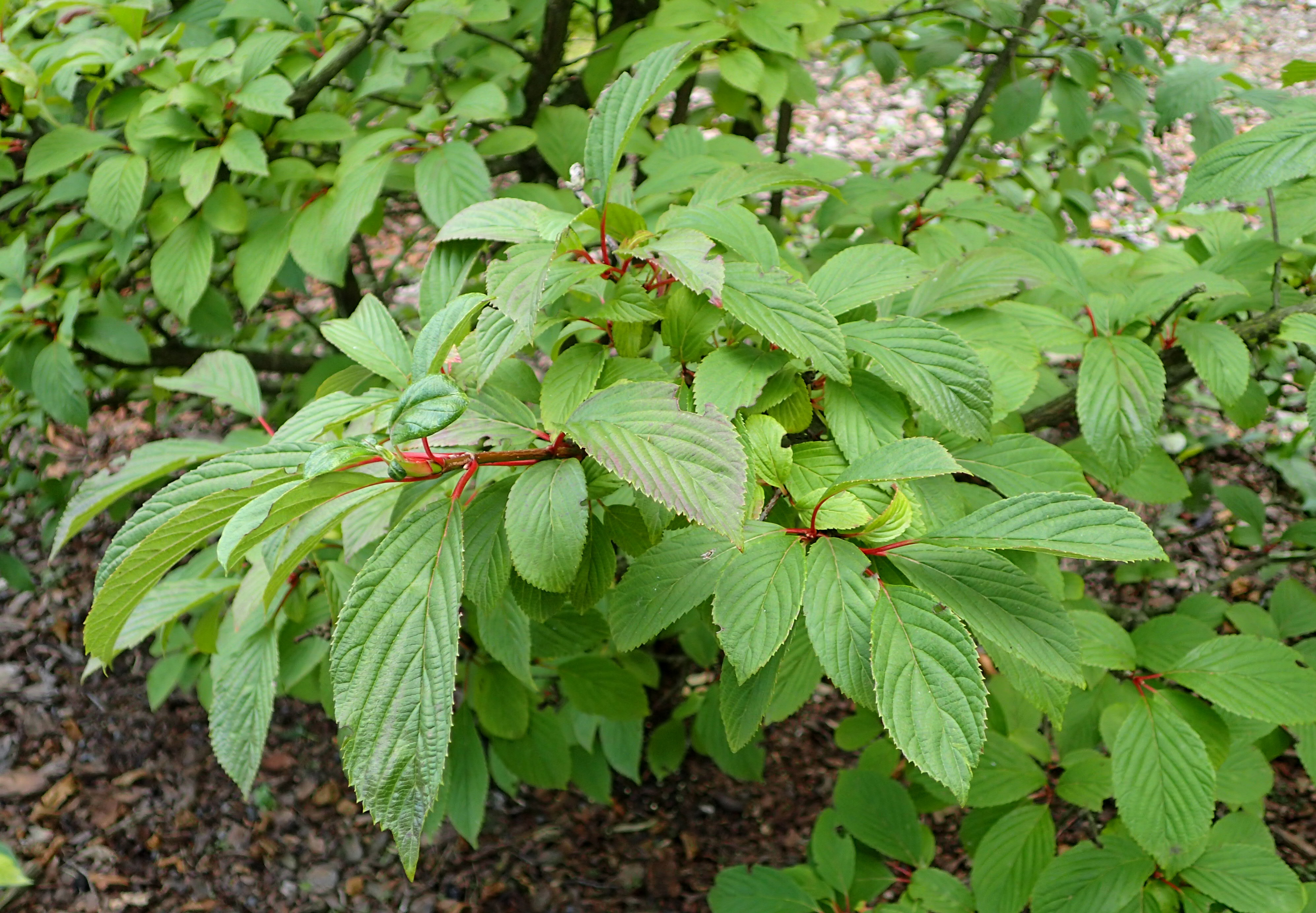
Zweige mit einfachen Laubblättern

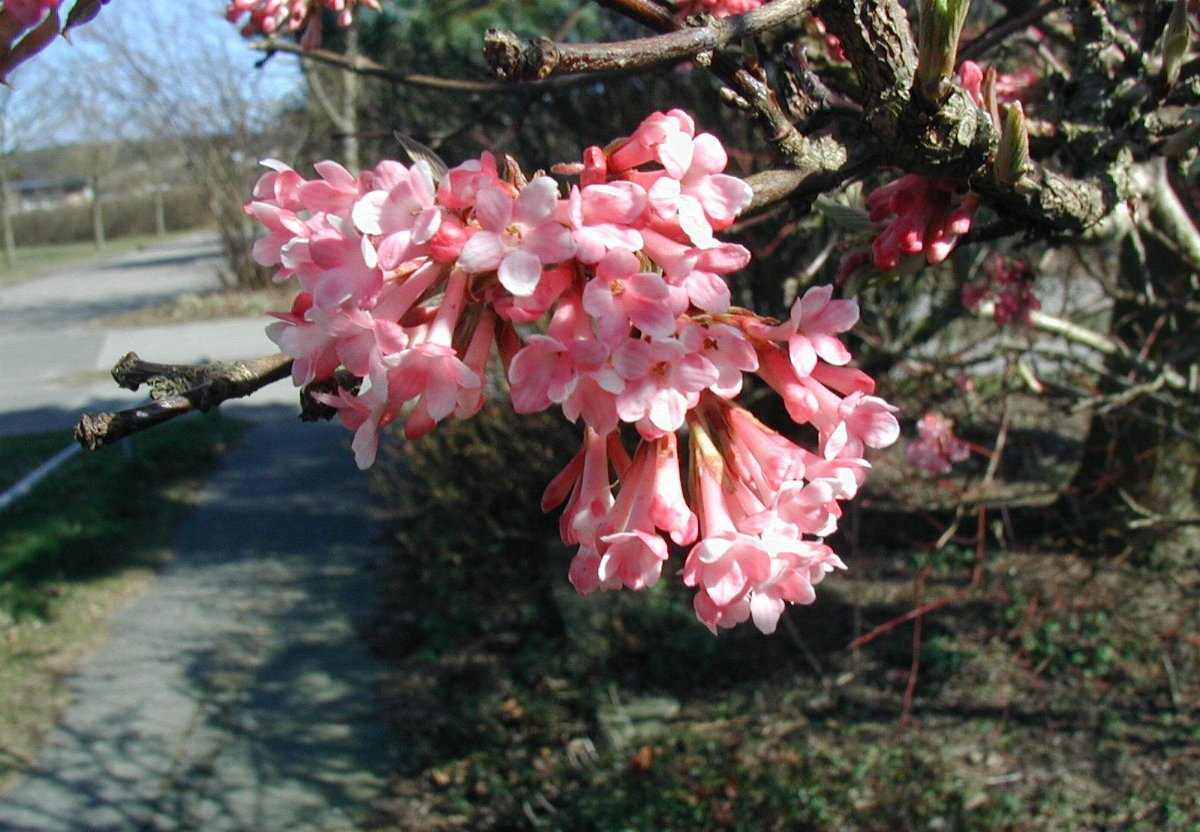
Zweig mit Blütenständen

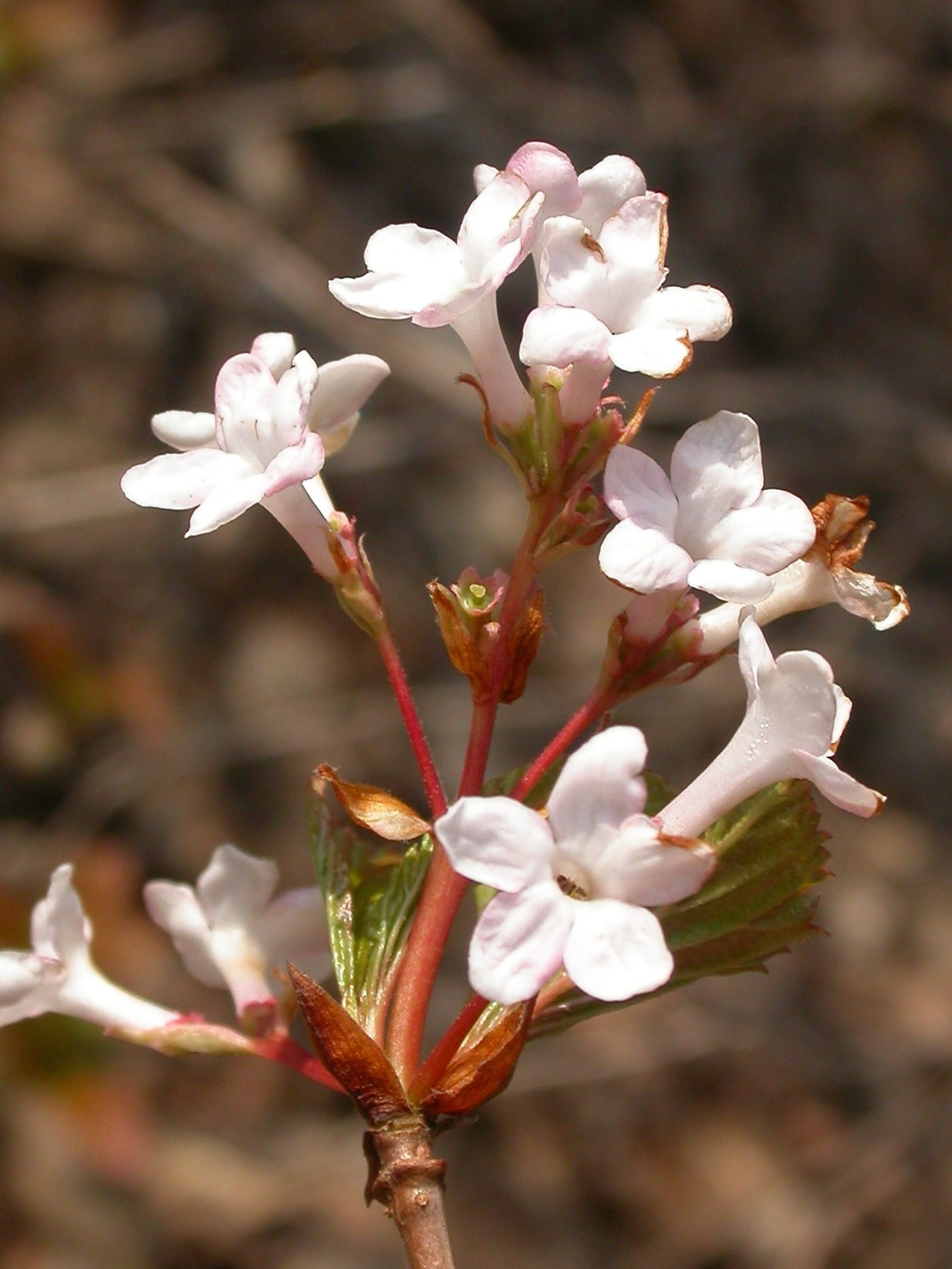
Stieltellerförmige Blüten

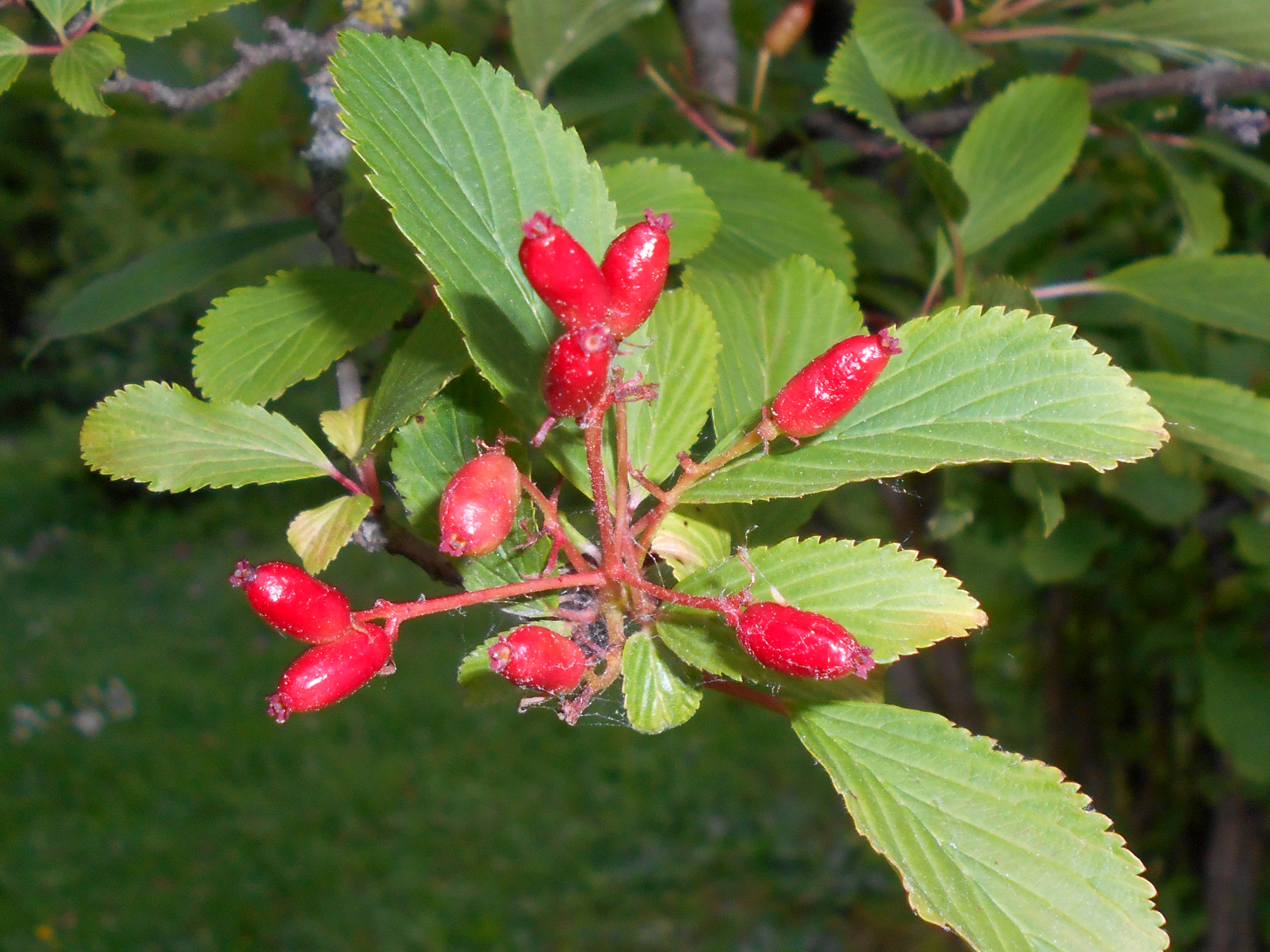
Früchte

### Vegetative Merkmale
Der Duft-Schneeball wächst als sommergrüner Strauch und kann Wuchshöhen von bis zu 5 erreichen. Die Borke ist gräulich-braun. Die stielrunden Zweige besitzen im ersten Jahr eine grüne fast kahle Rinde, ab dem zweiten Jahr eine rot-braune später grau-bräunliche bis grau-weiße sowie kahle Rinde; sie fasert längs ab. Es sind spärlich, verstreut angeordnete, kleine, gerundete Lentizellen vorhanden.
Die Winterknospe besitzt zwei oder drei Paare unverwachsener, bewimperter, rötlich-brauner Knospenschuppen mit spitzem oberen Ende.
Die immer gegenständig angeordneten Laubblätter sind in Blattspreite und Blattstiel gegliedert. Der purpurfarbene, kräftige Blattstiel ist 1 bis, meist 1,5 bis 3 Zentimeter lang und anfangs auf der Oberseite am Rand flaumig behaart. Die pergamentartige Blattspreite ist bei einer Länge von 4 bis 8 Zentimeter und einer Breite von 1 bis 2,5 Zentimeter im Umriss elliptisch bis rhombisch-verkehrt-eiförmig mit mehr oder weniger breit keilförmiger Spreitenbasis, das obere Ende ist spitz und sie ist nicht gelappt. Der Blattrand ist dreieckig gesägt, außer an der Spreitenbasis. Es liegt Fiedernervatur vor. Die Mittelnerv ist auf der Blattunterseite erhaben. Die Seitennerven sind gerade oder leicht gebogen, können einfach verzweigt sein und enden in den Blattzähnen. Es sind fünf bis sieben Nervenpaare vorhanden. Die Seitennerven sind auf der Blattoberseite eingesenkt und auf der -unterseite erhaben. Die Netznerven sind auf beiden seiten unauffällig oder etwas eingesenkt. Auf der Blattunterseite ist etwas flaumig behaart an den Blattnerven. Die Blattoberseite ist anfangs mit feinen, kurzen Trichomen flaumig behaart, später verkahl. An voll entwickelten Blattspreiten sind nur noch flaumig Sternhaare an den Verzweigungen der Blattnerven vorhanden. Es sind keine Drüsen vorhanden. Es sind keine Nebenblätter vorhanden.

### Generative Merkmale
Die Blüten erscheinen vor den Laubblättern und die Blütezeit reicht in China von April bis Mai. Am oberen Ende von Kurztrieben, die Laubblätter produzieren können, befinden sich Blütenstandsschäfte, die während der Anthese noch kurz sind und sich später allmählich verlängern. In einem rispigen Gesamtblütenstand, der eine Länge von 3 bis 5 Zentimetern sowie einen Durchmesser von 2,5 bis 3,5 Zentimetern aufweist. Die hinfälligen Tragblätter sind laubblattartig, rötlich, linealisch-lanzettlich und bewimpert sowie spärlich behaart und verkahlen später. Deckblätter sind linealisch. Die „Strahlen“ (Verzweigungen) des Blütenstandes sind gegenständig. Am ersten Nodium der Blütenstandsachse stehen zwei spärlich flaumig behaarte und später verkahlende „Strahlen“, die viele Blüten enthalten. Es sind keine sterilen, vergrößerten Blüten vorhanden. An den „Strahlen“ erster bis dritter Ordnung befinden sich sitzende Blüten. Alle Blüten sind duftend und fruchtbar (fertil).
Die zwittrigen Blüten sind radiärsymmetrisch und fünfzählig mit doppelter Blütenhülle. Die fünf rötlichen, kahlen Kelchblätter sind zu einer verkehrt-konischen etwa 2 Millimeter langen Kelchröhre verwachsen, die in fünf bei einer Länge von etwa 0,5 Millimetern eiförmigen mit stumpfem oberen Ende, sehr kleinen Kelchzähnen enden. Die Kronblätter sind im Knospenstadium rosafarben und während der Anthese weiß. Die fünf kahlen Kronblätter sind stieltellerförmig verwachsen und die fünf ausgebreiteten Kronlappen sind bei einer Länge von etwa 4 Millimetern sowie einer Breite von etwa 3 Millimetern breit-eiförmig mit gerundetem oberen Ende und glattem Rand; insgesamt bilden sie eine auffällige Krone mit einem Durchmesser von etwa 1 Zentimeter. Die 7 bis 10 Millimeter lange Kronröhre ist im oberen Bereich etwas geweitet. Es ist nur der äußere Kreis mit fünf fertilen Staubblättern vorhanden. Die Staubblätter überragen die Blütenkrone nicht. Die sehr kurzen bis nicht erkennbaren Staubfäden sind in unterschiedlichen Höhen oberhalb der Mitte der Kronröhre inseriert. Die gelblich-weißen Staubbeutel sind bei einer Länge von etwa 1,5 Millimetern fast kugelig. Der halbunterständige Fruchtknoten ist dreikammerig, aber nur eine Fruchtknotenkammer ist fertil und sie enthält nur eine Samenanlage. Der kurze Griffel endet in einer dreilappigen Narbe und überragt den Blütenkelch nicht.
Die Pollenkörner werden als Monaden freigegeben und ihre Größe ist 10 bis 25 µm und feucht 21 bis 25 µm bzw. 16 bis 20 µm und sie sind spheroidal. Die Apertur ist colporus, tricolporat, colporat.
Die Früchte reifen in China im Juni bis Juli und färben sich zuerst gelb und dann bei Reife purpurfarben-rötlich. Die kahle, beerenähnliche Steinfrucht ist bei einer Länge von 8 bis 10 Millimetern sowie bei einem Durchmesser von etwa 6 Millimetern länglich und am unteren sowohl oberen Ende gerundet und enthält nur einen Steinkern. Der Steinkern ist bei einer Länge von etwa 7 Millimetern bei einem Durchmesser von etwa 5 Millimetern länglich und abgeflacht mit abgerundetem oberen Ende und einer tiefen Furche auf der Bauchseite.

### Chromosomensatz
Die Chromosomengrundzahl beträgt x = 8; es liegt Diploidie oder Tetraploidie mit einer Chromosomenzahl 2n = 16 oder 32 vor.

## Vorkommen
Viburnum farreri kommt in den chinesischen Provinzen Gansu, Qinghai sowie Xinjiang vor.
Naturstandorte sind Wälder in Höhenlagen von 1600 bis 2800 Metern.

## Taxonomie
Die Erstbeschreibung von Viburnum farreri erfolgte 1966 durch William T. Stearn in Taxon, Volume 15, Seite 22. Das Artepitheton farreri ehrt den Pflanzensammler Reginald John Farrer  (1880–1920).
Synonyme für Viburnum farreri Stearn sind: Viburnum fragrans Bunge nom. illeg. non Loisel, Lonicera mongolica Gmelin, Viburnum farreri var. stellipilum D.Z.Ma & H.L.Liu.

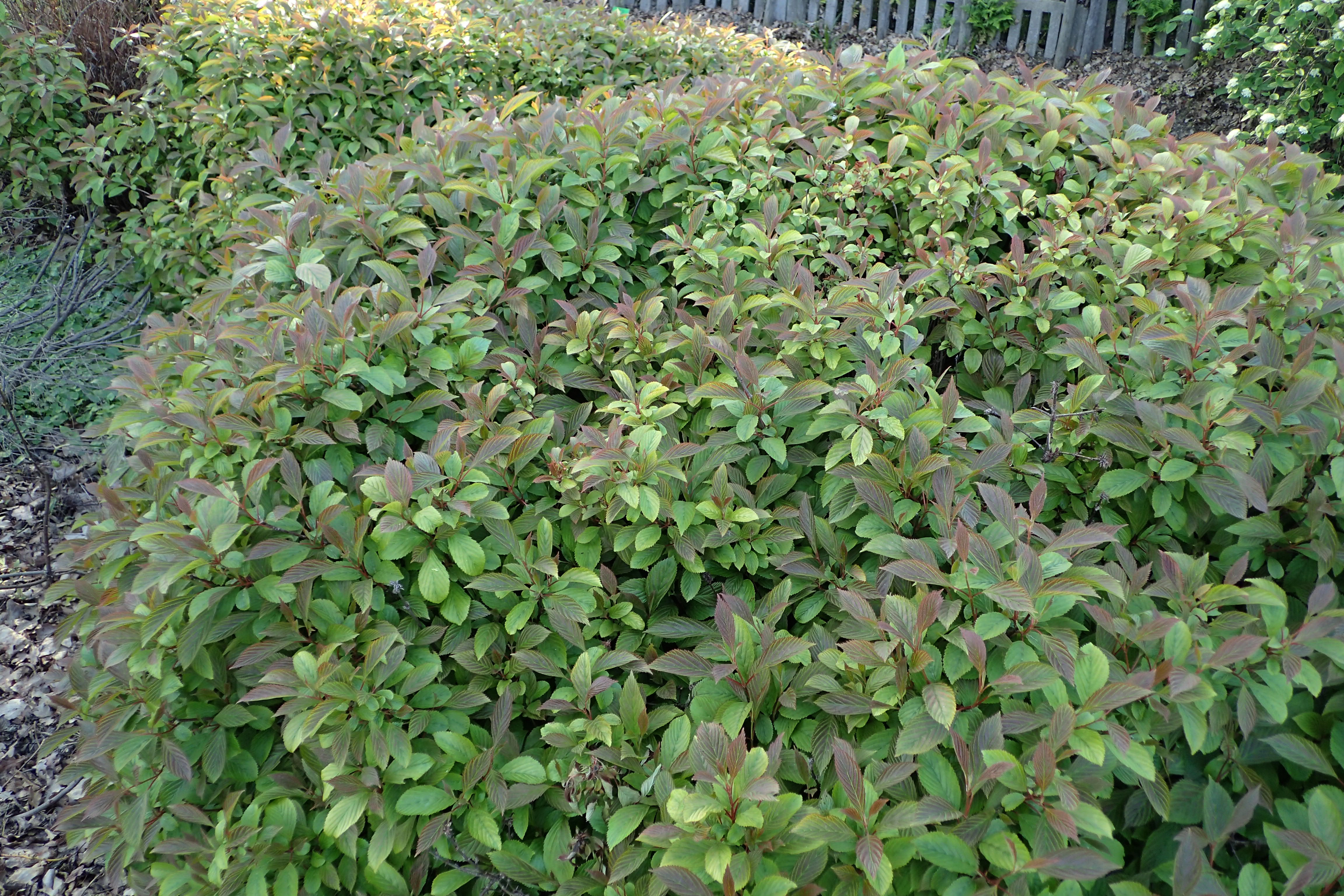
Habitus der Sorte ‘Namum’

## Nutzung
Viburnum farreri wird in den Gemäßigten Gebieten als Zierpflanze verwendet. Es gibt einige Sorten, beispielsweise ‘Album’, ‘Nanum’, ‘Candidissimum’.
Eine durch gärtnerische Kreuzung entstandene Hybride aus Viburnum farreri mit Viburnum grandiflorum ist Bodnant-Schneeball (Viburnum ×bodnantense Aberc.)

## Trivialnamen in anderen Sprachen
Trivialnamen in anderen Sprachen sind:
- deutsch: Duft-Schneeball
- chinesisch: xiāng jiá mi, 香荚蒾
- tschechisch: kalina vonná
- französisch boule de neige d'hiver, viorne odorante
- ungarisch: korai bangita
- italienisch: viburno di Farrer
- russisch: калина ароматная, калина пахучая, калина Фаррера
- slowakisch: kalina voňavá